# 6e cérémonie des Lumières
La 6e cérémonie des Lumières de la presse internationale s'est déroulée le 25 février 2001. Elle a été diffusée sur France 2 et a été présentée par Frédéric Lopez.

## Palmarès
- Meilleur film :
  - Le Goût des autres d’Agnès Jaoui
- Meilleur réalisateur :
  - Agnès Jaoui pour Le Goût des autres
- Meilleure actrice :
  - Isabelle Huppert pour le rôle de Marie-Claire Muller dans Merci pour le chocolat
- Meilleur acteur :
  - Daniel Auteuil pour le rôle du marquis de Sade dans Sade
- Meilleur espoir féminin :
  - Isild Le Besco pour le rôle d'Émilie de Lancris dans Sade
- Meilleur espoir masculin :
  - Jalil Lespert pour le rôle de Frank dans Ressources humaines
- Meilleur scénario :
  - Le Goût des autres – Agnès Jaoui et Jean-Pierre Bacri
- Meilleur film étranger :
  - American Beauty de Sam Mendes